# Hintere Gasse 18 (Ellingen)

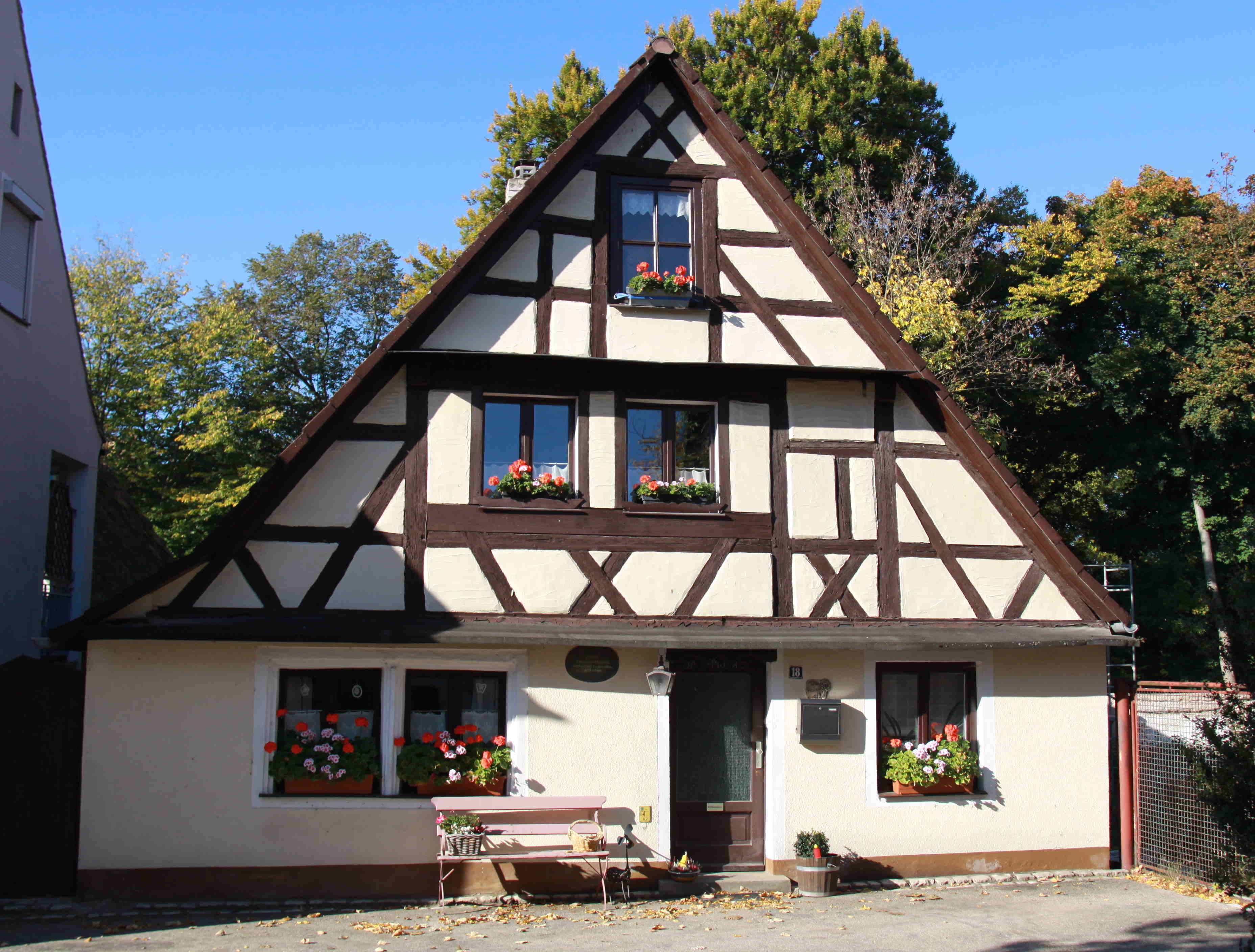
Hintere Gasse 18 (2012)

Das Haus Hintere Gasse 18 ist ein Wohngebäude in Ellingen im mittelfränkischen Landkreis Weißenburg-Gunzenhausen (Bayern). Das Gebäude ist unter der Denkmalnummer D-5-77-125-28 als Baudenkmal in die Bayerische Denkmalliste eingetragen.
Das Gebäude befindet sich direkt an den Schlosspark angrenzend in direkter Nachbarschaft zum ebenfalls denkmalgeschützten Ackerbürgerhaus Hausnummer 20. Das Bauwerk liegt am nördlichen Ende der Hinteren Gasse, dem ältesten Siedlungskern Ellingens, kurz vor dessen Einmündung in die Pleinfelder Straße, auf einer Höhe von 394 m ü. NHN.
Das Gebäude wurde als Taglöhnerhaus im Jahre 1693 erbaut. Es ist ein eingeschossiger Satteldachbau mit fachwerksichtigem Giebel sowie mit Fenster- und Türgewände des 17. Jahrhunderts.
Auf dem Gelände, unmittelbar hinter dem Haus, befinden sich noch erhaltene Teile der Ellinger Stadtbefestigung. Das Gebäude befindet sich direkt am Ellinger Barockrundweg.